# Плеохроизм

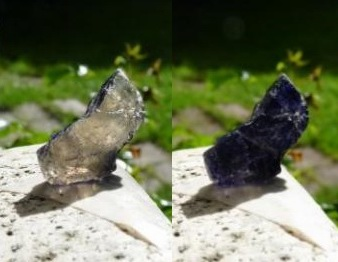
Плеохроизм кристалла кордиерита

Плеохрои́зм (от др.-греч. πλέον «больше» + χρως «цвет») — способность некоторых анизотропных кристаллов, в том числе двупреломляющих минералов, обнаруживать различную окраску в проходящем через них свете при рассматривании по различным направлениям.
Явление связано с тем, что в анизотропных кристаллах степень поглощения различных длин волн видимого света зависит не только от химического состава кристалла (как у изотропных веществ), но и от ориентировки луча света относительно оптических осей кристалла.

## История
Впервые плеохроизм был фиксирован в 1816 году Жаном Био и Фомой Зеебеком. Во Франции и России в 1896—1903 годах это явление было изучено Валерианом Агафоновым.

## Физика явления

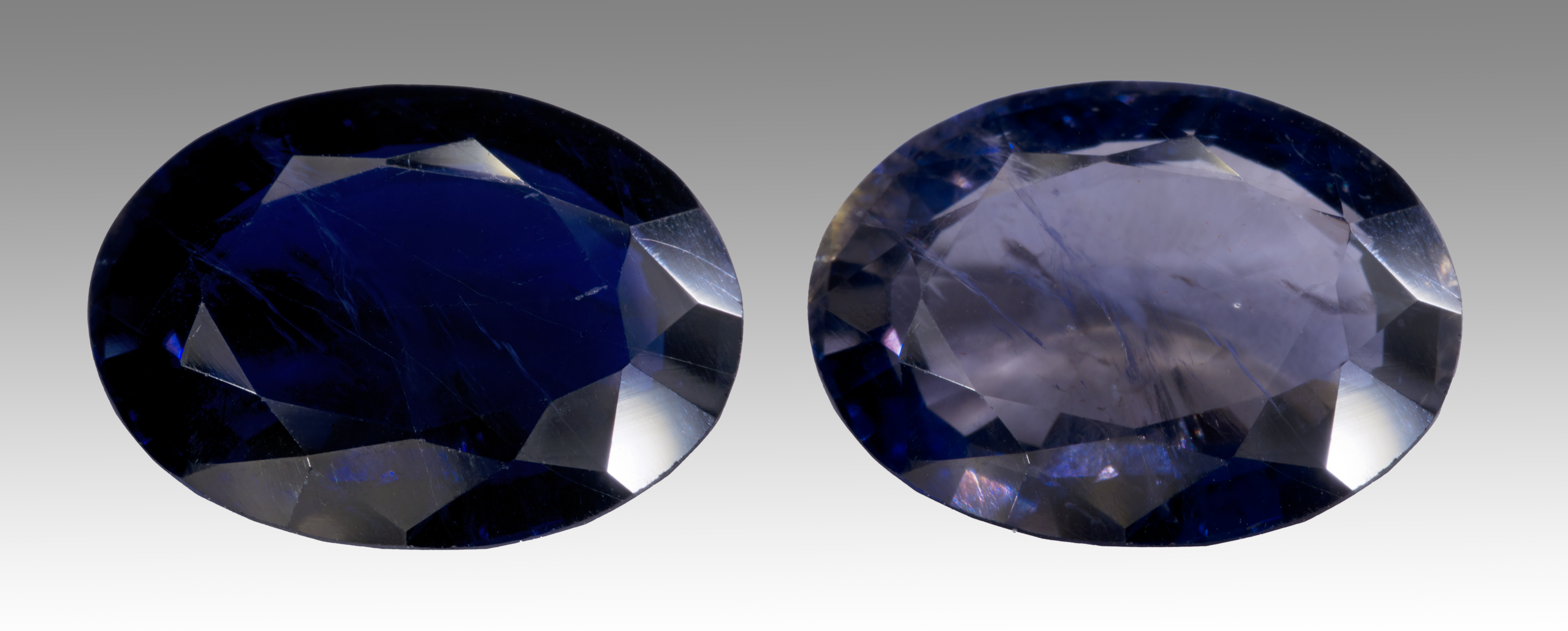
Плеохроизм огранки кордиерита

Плеохроизм — следствие оптической анизотропии веществ. Поглощение и преломление света в них анизотропно, а зависимость поглощения от длины волны (следовательно, видимого цвета) определяет видимую окраску кристаллов. К примеру, дихроизм возникает в результате двупреломления луча, а потому он не может проявлять себя в изотропном кристалле. Однако обратное утверждение было бы в корне неверно: ни в коем случае нельзя считать, что если в камне нет дихроизма (или плеохроизма), то он изотропен. К примеру, плеохроизм чаще всего отсутствует в бесцветных камнях, однако и во многих окрашенных двупреломляющих драгоценных камнях (к примеру, в некоторых цирконах) плеохроизма также нет или он настолько мал, что его очень трудно выявить.:92-93
Плеохроизм, как правило, проявляется тем сильнее, чем гуще (или ярче) природная окраска камня. Например, в тёмно-зелёном александрите плеохроизм проявляет себя значительно сильнее, чем в светлых разновидностях хризоберилла.:93
Чаще всего плеохроизм наблюдается в кристаллах, для которых характерна и такая разновидность плеохроизма, как линейный дихроизм — неодинаковость поглощения обыкновенного и необыкновенного лучей. Для одноосных кристаллов различают 2 «главные» (основные) окраски — при наблюдении вдоль оптической оси и перпендикулярно к ней (по т. н. направлениям No и Ne).

## Виды плеохроизма

### Дихроизм

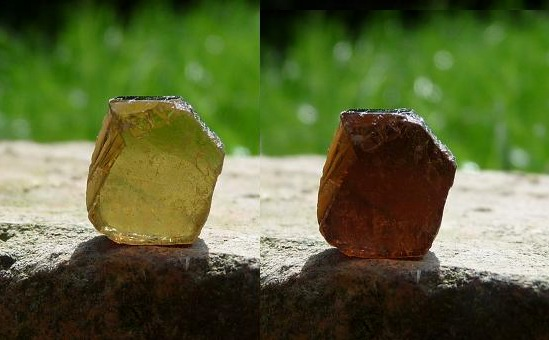
Плеохроизм красного турмалина

Для одноосных минералов наибольшие различия в поглощении света различных длин волн (т.е. в видимом цвете) наблюдаются вдоль оптической оси (Ng или Np) и во всех направлениях, перпендикулярных  ей. Такой минерал будет иметь два основных цвета при наблюдении в указанных направлениях. В остальных направлениях его цвет будет промежуточным между этими двумя цветами. Такой плеохроизм называется дихроизмом.  
Круговой дихроизм (эффект Коттона) — различие поглощения для света правой и левой круговых поляризаций.

### Трихроизм
В двуосных кристаллах возможно проявление трёх главных окрасок по направлениям Ng, Nm и Np. При наблюдении по другим направлениям кристалл будет окрашенным в промежуточные цвета. Такой плеохроизм называется трихроизмом.

### Граневый плеохроизм
Все сказанное выше относится к практике микроскопических наблюдений минералов и горных пород, где применяется плоско-поляризованный свет. В условиях обычного освещения плеохроизм может наблюдаться невооруженным глазом лишь при рассматривании кристаллов на свет через их плоские грани, естественные или искусственные. Такой плеохроизм называется граневым   и выражен не так ярко, а увидеть при этом "основные" цвета не удастся, только промежуточные. Это связано с неполной поляризацией света гранями кристалла и большими размерами кристаллов, из-за чего в глаз наблюдателя попадают лучи разных направлений, со всей грани. При этом будет происходить наложение разных цветов и наблюдатель получит смешанную картину.

## Измерение
Слабый плеохроизм может быть обнаружен с помощью прибора, называемого дихроскопом или микродихроскопом. Для количественной характеристики явлений световой абсорбции (в том числе плеохроизма) используют спектрофотометр. Современные спектрофотометры — универсальные приборы, которые позволяют диагностировать минерал и его качество сразу по многим параметрам, в том числе и точно определить наличие и степень плеохроизма во всех частях светового спектра.

## Минералы, обладающие плеохроизмом
- Аквамарин (плеохроизм не слишком отчётливый, как правило, кристаллы меняют цвет в сравнительно небольшом диапазоне, от зеленоватого и бледно-голубого до глубокого небесно-голубого).
- Аксинит (кристаллы этого минерала полупрозрачные до непрозрачных, однако плеохроизм у них очень сильный и выглядит эффектно: от оливково-зелёного цвет меняется до красноватого или желтовато-бурого)
- Александрит (классический пример очень чёткого плеохроизма, кристаллы меняют цвет от сине-зелёных тонов при дневном свете до розово-малиновых или красно-фиолетовых оттенков при электрическом освещении)
- Анатаз (обладает достаточно слабым, часто неотчётливым плеохроизмом, который усиливается тем более, чем интенсивнее окрашен кристалл этого редкого минерала)
- Андалузит (имеет выраженный плеохроизм, который, отчасти усиливается эффектом люминесценции кристаллов, минерал меняет свой цвет в зависимости от угла освещения в диапазоне от жёлто-зелёного до буровато-красного)
- Апатит (при разных расцветках проявляет слабый плеохроизм, в частности, зеленоватые апатиты при вечернем свете становятся розоватыми, а серые — дают на просвет голубизну)
- Бадделеит (плеохроизм кристаллов близок к эффекту александрита, цвет меняется от коричневого или дымчатого на зеленоватый или хаки разной степени чёткости)
- Бенитоит (этот очень редкий и красивый минерал имеет сильнейший эффект плеохроизма: от бесцветного — до зеленовато-синего или глубокого синего цвета, эффект дополнительно усиливается синей люминесценцией в присутствии ультрафиолета — к примеру, в условиях яркого дневного освещения)
- Бирюза (несмотря на свою практически полную непрозрачность, тем не менее, многие образцы обнаруживают слабый плеохроизм в диапазоне голубоватого и зеленоватого тона)
- Бразилианит (этот редкий травянисто-зелёный минерал имеет очень слабый эффект плеохроизма — в рамках оттенков зелёного цвета, однако некоторые крупные кристаллы в огранке имеют хороший эффект)
- Буланжерит (этот непрозрачный, мучнистый и войлокоподобный минерал имеет очень слабый плеохроизм)
- Везувиан (в обычных условиях этот минерал имеет зеленовато-жёлтый или изумрудно-зелёный цвет, который придают этому минералу примеси железа, но в поляризованном свете, как правило, проявляет отчётливый плеохроизм)
- Геденбергит (имеет выраженный эффект перемены цвета: от бледно-зелёного до коричнево-зелёного при различных спектрах освещения)
- Гиперстен (этот непрозрачный поделочный камень имеет сильный плеохроизм, что значительно увеличивает его декоративность, в тонких пластинках меняет цвет по трём направлениям: от буро-красного до желтовато-бурого и серовато-зелёного)
- Данбурит (этот редкий минерал слабо плеохроичен, в основном изменяет цвет в тонах жёлтого, кроме того, кристаллы люминесцируют в бело-зеленоватых или синеватых тонах)
- Диоптаз (минерал редкий, перемена цвета не слишком отчётлива, от травянисто-зелёного до голубовато-зелёного, меняется не столько сам цвет, сколько его оттенок)
- Дюмортьерит (это редкий минерал голубого или синего цвета часто путают с лазуритом или голубыми кварцами, однако его выдаёт сильнейший плеохроизм — настолько контрастна перемена цвета до чёрного или красновато-бурого)
- Изумруд (некоторые ярко-окрашенные образцы обладают заметным плеохроизмом, при повороте кристалла меняют цвет от желтовато-зелёного до голубоватого)
- Касситерит (обычно обнаруживает плеохроизм в тонких пластинках. Лишь немногие образцы не обнаруживают плеохроизма, что может быть связано с большой дефектностью их структуры).
- Кианит (в отличие от сапфиров видимая окраска кианита меняется в зависимости от угла зрения, а не от спектра освещения, этот эффект связан со структурой кристалла)
- Кордиерит (обладает эффектом яркого плеохроизма, цвет меняет в диапазоне от жёлтого или бледно-голубого до тёмно-фиолетового, само название этого минерала происходит от слов «корунд» и дихроизм)
- Корнерупин (некоторые образцы минерала обладают очень сильным плеохроизмом в диапазоне: зелёный — жёлтый — бурый, особенно ценятся кенийские огранённые корнерупины, меняющие окраску от зелёной до фиолетовой)
- Корунд (особенно известны плеохроизмом так называемые «цветные сапфиры» от гранатово-красных до розовых и фиолетовых, которые в дневном освещении обнаруживают зелёный цвет, их плеохроизм напоминает игру александрита)
- Лазулит (минерал обладает контрастным плеохроизмом, причём, окраска по одному из оптических направлений отсутствует и камень выглядит бесцветным, а по двум другим — становится лазурно-голубым)
- Муллит (бесцветные кристаллы не обнаруживают плеохроизма, но примеси металлов, окрашивающие муллит в розоватый или синеватый цвет придают ему также и свойства менять окраску при разном освещении)
- Ортит (этот минерал имеет сильный плеохроизм: от красно-коричневого до коричнево-золотистого или зелёно-коричневого цвета, следует, впрочем, отметить, что кристаллы ортита нередко радиоактивны)
- Парамелаконит (этот редкий минерал, смешанный оксид меди, чёрный и непрозрачный, тем не менее, имеет слабый эффект плеохроизма, отчасти, поддержанный переменой оттенка алмазного блеска, присущего этим кристаллам)
- Пирротин (этот минерал, практически непрозрачный и даже обладающий металлическим блеском, тем не менее, обладает слабым эффектом плеохроизма, кристаллы заметно меняют оттенок в рамках основного цвета)
- Пурпурит (несмотря на непрозрачность, этот минерал обладает эффектным плеохроизмом: меняет цвет от серого — до розовато-красного или даже пурпурного, согласно названию минерала)
- Рамзаит (различно окрашенные образцы обнаруживают достаточно чёткий плеохроизм: от светло-жёлтого до оранжевого, охристого или буроватого цвета)
- Розовый кварц (из-за большого содержания примесей эта разновидность кварца часто обладает плеохроизмом, хотя и в слабой форме, только в рамках оттенков розового)
- Рубин (как и многие драгоценные корунды часто плеохроичен, хотя и неотчётливо, нередко рубины меняют оттенок цвета с холодного на тёпло-красный при перемене освещения)
- Танзанит (плеохроизм кристаллов танзанита не слишком контрастный, в зависимости от освещения они меняют цвет в диапазоне от синего до сиренево-фиолетового, иногда коричневатого или бурого из-за добавления зелёной окраски)
- Синхалит (этот редкий минерал с длиннопризматическими кристаллами обладает отчётливым плеохроизмом, цвет меняется от чисто зелёного — до бурого и тёмно-коричневого)
- Титанит (имеет отчётливый плеохроизм, проявляющийся по-разному в зависимости от основной окраски кристаллов: у зелёных цвет варьирует — от бледного до бесцветного, у жёлтых — также от бесцветного до розовато-бежевого)
- Топаз (плеохроизмом обладают только некоторые разновидности топаза, чаще всего меняющие окраску зонально, когда разные участки кристалла окрашены в диапазоне от голубого до винно-жёлтого)
- Турмалин (относится к числу минералов с самым отчётливым и резким плеохроизмом, сильнее всего выражен плеохроизм у красных кристаллов, которые меняют цвет до жёлтого)
- Фосгенит (для этого минерала, содержащего в своём составе фосген, характерен слабый плеохроизм в рамках оттенков жёлтого, отчасти, усиленный флуоресценцией в ультрафиолетовых лучах)
- Халькофанит (этот редкий цинково-марганцевый минерал — непрозрачный, чёрного цвета и с металлическим блеском, тем не менее, имеет очень сильный эффект перемены цвета в зависимости от освещения)
- Хромдиопсид (несмотря на то, что у чистого диопсида плеохроизм отсутствует, хромдиопсиды имеют выраженный эффект перемены цвета в диапазоне от жёлто-зелёного до изумрудно-зелёного)
- Циркон (плеохроизм не слишком отчётливый и только у некоторых разновидностей появляется прозелень в расцветке, а голубые цирконы иногда теряют цвет вечером, эффект также скрадывается алмазным блеском минерала)
- Цитрин (обладает интересным свойством: природные бледно-жёлтые кристаллы имеют слабый плеохроизм, однако кристаллы цитрина нередко нагревают ради получения более густой и тёплой окраски — после такой обработки эффект плеохроизма исчезает)
- Эвклаз (кристаллы этого минерала окрашены слабо и плеохроизм имеют также слабый: цвет изменяется от бледно-зелёного — до жёлто- или голубовато-зелёного)
- Эпидот (кристаллы зелёного, жёлтого и красноватого цвета обладают выраженным плеохроизмом — от зеленоватого до коричневатого или жёлтого цвета)

## Применение
- Важная сфера применения плеохроизма — изготовление поляризационных фильтров (поляроидов), действие которых основано на явлении линейного дихроизма (например, в кристаллах ПВС-йод).
- Для идентификации самоцветов, наряду с другими методами.
- Окрашивание частей денежных купюр для усложнения подделывания.

## Шифры УДК, связанные с плеохроизмом
- 535.349.1 Псевдоплеохроизм (плеохроизм при наличии ориентированных включений)
- 535.349.3 Изменение цвета и плеохроизм под действием механического сжатия и растяжения
- 535.349.4 Изменение цвета и плеохроизм под действием облучения